# 稲熊宜之
稲熊 宜之（いなぐま よしゆき）は、日本の化学者（専門は無機固体化学、電気化学）、学習院大学理学部教授。

## 人物
東京工業大学(現、東京科学大学)大学院総合理工学研究科で修士課程を終了後、呉羽化学工業株式会社(現、株式会社クレハ)に就職。大学では主に光音響効果や高温超伝導体の探索などを研究していたが、就職後は高分子部門に配属となる。その後、東京工業大学に戻り、恩師である中村哲朗の下で助手となる。1995年には学位論文「ペロフスカイト型酸化物におけるリチウムイオン伝導性」を発表し、博士号を取得。1999年に学習院大学理学部助教授、2002年から同教授となる。
現在は、電子伝導性、イオン電導性、磁性、誘電性、発光特性などの物性を示す酸化物をはじめとした新規機能性無機化合物の探索・合成や、その物質の物性評価を行っている。2018年には、翌年のノーベル化学賞に輝いたジョン・グッドイナフらと共著の論文を発表している。

## 略歴
- 1986年　東京工業大学化学科卒業
- 1988年　東京工業大学大学院総合理工学研究科材料科学専攻修士課程修了
- 1988年-1991年　呉羽化学工業株式会社 研究員
- 1991年-1999年　東京工業大学工業材料研究所(応用セラミックス研究所) 助手
- 1999年-2002年　学習院大学理学部 助教授
- 2003年-2004年　フランス・メーヌ大学(現、ル・マン大学) 客員研究員
- 2002年-　学習院大学理学部 教授

## 受賞歴
- 1993年　Poster Award in 9th international conference on Solid State Ionics
- 1995年　Poster Award in 10th international conference on Solid State Ionics
- 2006年　第60回日本セラミックス協会学術賞

## 主な文献
- 稲熊宜之、相見晃久、勝又哲裕、森大輔『極性構造をもつペロブスカイト関連化合物の高圧合成と機能開拓』高圧力の科学と技術、24、212-222、2014年。
- 稲熊宜之『ぺロブスカイト型Liイオン伝導性酸化物の最近の研究動向』日本結晶学会誌、58、62-72、2016年。